# Xiaolongbao
Xiaolongbao è un tipo di pasta al vapore (baozi) cinese della regione dello Jiangnan ed in particolare associato a Shanghai e Wuxi. 
È preparato tradizionalmente nello Xiaolong, un piccolo cesto di bamboo usato per la cottura al vapore che gli dà il nome. Gli Xiaolongbao possono essere considerati un tipo di gnocco cinese, ma non vanno confusi con gli jiaozi. Sono anche conosciuti come siaulon moedeu o mantou stile xiaolong.
Vengono serviti sia per colazione che come snack pomeridiano.

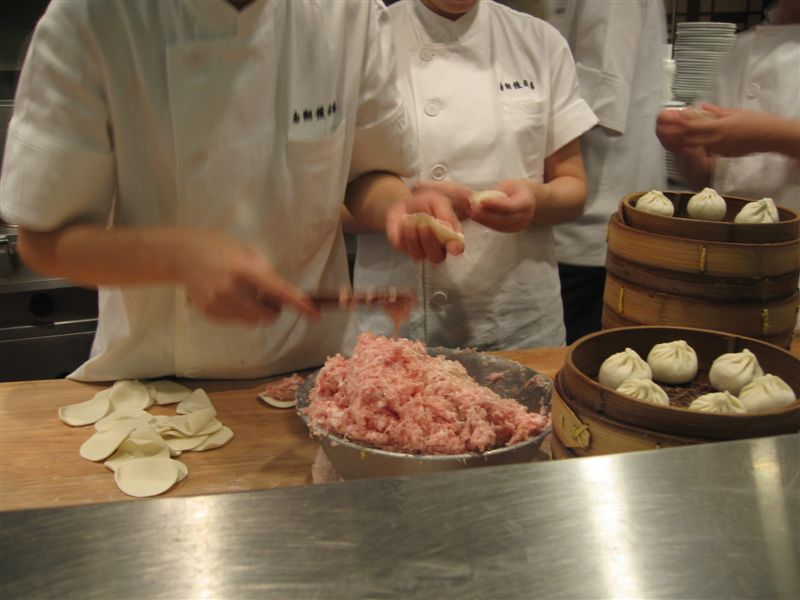
Preparazione di Xiaolongbao presso Nanxiang Mantou Dian, Roppongi Hills